# Irakleia
Irakleia (druhý pád Irakleias, řecky Ηράκλεια) je ostrov v Egejském moři, který je nejjihozápadnější v souostroví Malé Kyklady v Řecku. Nachází se ve vzdálenosti 6 km jižně od Naxu, 2,5 km jihozápadně od Schinoussy a 10 km severovýchodně od Iu. Tvoří zároveň stejnojmennou obecní jednotku (bývalou obec) o rozloze 17,795 km². Nejvyšším bodem je Papas s nadmořskou výškou 420 m.

## Obyvatelstvo
V roce 2011 žilo na ostrově 141 obyvatel. Celý ostrov tvoří jednu obecní jednotku a také jednu komunitu, která se skládá z jednotlivých sídel, tj. měst a vesnic. V závorkách je uveden počet obyvatel jednotlivých sídel.
- Obecní jednotka a komunita Irakleia (141) — Agios Georgios (105), Irakleia (36) a neobydlené ostrůvky Venetiko, Megalos Avelas a Mikros Avelas.